# Real Rieti Calcio a 5 2016-2017
La voce raccoglie i dati riguardanti il Real Rieti Calcio a 5, squadra di calcio a 5 militante in serie A, nelle competizioni ufficiali della stagione 2016-2017. Data la mancata iscrizione dell'Asti al campionato di Serie A, la società ne ha preso il posto in Coppa UEFA in quanto finalista nei play-off scudetto.

## Calciomercato

### Sessione estiva
| Paolo Cesaroni     | Pescara  |
| Duio               | Kaos     |
| Roald Halimi       | Kaos     |
| Luizinho           | Cogianco |
| Pedro Toro         | Napoli   |
| Luis Turmena       | Kaos     |
| Arlan Pablo Vieira | Cogianco |

| Héctor Albadalejo   | PesaroFano      |
| Côco                | svincolato      |
| Manu Gallardo       | Active Network  |
| José Maria Gazquez  | Active Network  |
| Alexandre Ghiotti   | Pescara         |
| Urjel Liistro       | Canosa          |
| Maluko              | Qairat          |
| Guilherme Stefanoni | Kremlin-Bicêtre |
| Márcio Zanchetta    | Maritime        |

### Sessione invernale
| Fabricio Calderolli | Real Dem |
| David Patrizi       | Lazio    |
| Paulinho            | Lazio    |
| Lolo Suazo          | Palma    |

| Roald Halimi       | PesaroFano     |
| Luizinho           | Cogianco       |
| Alessio Martinelli | Active Network |
| Saúl Olmo          | Benago         |
| Pedro Toro         | Feldi Eboli    |
| Arlan Pablo Vieira | CAME Treviso   |

## Organico

### Prima squadra
| N° | Naz.                                    | Ruolo      | Sportivo            | Anno     |  |  |
| -- | --------------------------------------- | ---------- | ------------------- | -------- |  |  |
| 1  | Marocco (bandiera)                      | POR        | You Nouss Guennouna | 03.06.91 |  |  |
| 3  | Albania (bandiera)                      | LAT        | Roald Halimi        | 01.07.88 |  |  |
| 4  | Brasile (bandiera) · Italia (bandiera)  | DIF        | Douglas Corsini     | 31.08.82 |  |  |
| 5  | Spagna (bandiera)                       | LAT        | Lolo Suazo          | 10.02.92 |  |  |
| 6  | Brasile (bandiera)                      | PIV        | Paulinho            | 19.04.80 |  |  |
| 8  | Brasile (bandiera)                      | DIF        | Jeffe               | 26.04.81 |  |  |
| 9  | Spagna (bandiera)                       | PIV        | Pedro Toro          | 24.03.91 |  |  |
| 10 | Brasile (bandiera) · Albania (bandiera) | LAT        | Duio                | 15.11.90 |  |  |
| 11 | Brasile (bandiera) · Italia (bandiera)  | LAT        | Fabricio Calderolli | 22.01.86 |  |  |
| 11 | Brasile (bandiera)                      | LAT        | Luizinho            | 10.02.90 |  |  |
| 12 | Brasile (bandiera)                      | PIV        | Arlan Pablo Vieira  | 03.07.90 |  |  |
| 17 | Brasile (bandiera)                      | LAT        | Luis Turmena        | 10.01.91 |  |  |
| 19 | Italia (bandiera)                       | LAT        | Paolo Cesaroni      | 10.04.91 |  |  |
| 22 | Italia (bandiera)                       | POR        | Giuseppe Micoli     | 20.02.92 |  |  |
| 27 | Brasile (bandiera)                      | LAT        | Rafinha             | 01.01.93 |  |  |
| 28 | Spagna (bandiera)                       | UNI        | Saúl Olmo           | 29.08.84 |  |  |
| 30 | Italia (bandiera)                       | POR        | David Patrizi       | 06.06.82 |  |  |
|    | Italia (bandiera)                       | Allenatore | Mario Patriarca     | 04.09.65 |  |  |

### Under-21
| N° | Naz.               | Ruolo | Sportivo           | Anno     |  |  |
| -- | ------------------ | ----- | ------------------ | -------- |  |  |
| 2  | Italia (bandiera)  | LAT   | Samuele Leuratti   | 11.02.98 |  |  |
| 6  | Italia (bandiera)  | LAT   | Alessio Martinelli | 29.05.95 |  |  |
| 7  | Italia (bandiera)  | LAT   | Andrea Romano      | 03.10.95 |  |  |
| 12 | Brasile (bandiera) | POR   | Tiago Casagrande   | 20.07.95 |  |  |
| 13 | Italia (bandiera)  | LAT   | Alessio Pirri      | 05.02.99 |  |  |